# São Cristóvão de Mondim de Basto
Pour les articles homonymes, voir São Cristóvão.
São Cristóvão de Mondim de Basto est une paroisse civile portugaise (en portugais : freguesia) de la municipalité de Mondim de Basto dans le district de Vila Real.

## Histoire
En 2015, la paroisse de Mondim de Basto prend le nom de São Cristóvão de Mondim de Basto.

## Démographie
Lors du recensement de 2021, São Cristóvão de Mondim de Basto compte 2 971 habitants. C'est la paroisse la plus peuplée de la municipalité de Mondim de Basto, qui totalise alors 6 410 habitants.